# Charles Henry Burke
Charles Henry Burke (ur. 1 kwietnia 1861 w Batavii, zm. 7 kwietnia 1944 w Waszyngtonie) – amerykański polityk związany z Partią Republikańską.

## Życiorys
W latach 1899–1907 przez cztery dwuletnie kadencje Kongresu Stanów Zjednoczonych był przedstawicielem pierwszego okręgu wyborczego w stanie Dakota Południowa w Izbie Reprezentantów Stanów Zjednoczonych. W 1906 roku nieskutecznie ubiegał się o reelekcję na to stanowisko, jednak ostatecznie powrócił na nie w latach 1909–1913 na kolejne dwie dwuletnie kadencje. W latach 1913–1915, ponownie zasiadał w Izbie Reprezentantów Stanów Zjednoczonych, tym razem jako przedstawiciel drugiego okręgu wyborczego w Dakocie Południowej.